# Diego Venini
Diego Venini (Varenna, 4 ottobre 1889 – Milano, 20 luglio 1981) è stato un arcivescovo cattolico italiano.

## Biografia
Nasce a Fiumelatte, frazione di Varenna, piccolo centro posto sulla riva orientale del lago di Como, in provincia di Como, a quel tempo, ed arcidiocesi di Milano, il 4 ottobre 1889.

### Formazione e ministero sacerdotale
Dopo gli studi compiuti nel seminario arcivescovile, viene ordinato presbitero dal cardinale arcivescovo Andrea Carlo Ferrari, il 6 luglio 1913, giorno nel quale muore sua madre.
Subito dopo viene nominato coadiutore della parrocchia di Santa Tecla del Duomo di Milano, ed assistente spirituale delle Suore di Carità, fondate da Bartolomea Capitanio e Vincenza Gerosa, meglio conosciute come Suore di Maria Bambina.
Don Giovanni Rossi, il futuro fondatore della Compagnia di San Paolo e della Pro Civitate Christiana, segretario del card. Ferrari gli chiede di aiutarlo nella segreteria del porporato, che muore il 2 febbraio 1921.
Nel concistoro segreto del 13 giugno successivo, Benedetto XV crea cardinale Achille Ratti, fino ad allora arcivescovo titolare di Adana e nunzio apostolico in Polonia, e contemporaneamente lo nomina arcivescovo di Milano, ufficio di cui prende possesso l'8 settembre seguente.
Nel luglio precedente il nuovo arcivescovo nomina suo segretario particolare Carlo Confalonieri, cui viene affiancato Diego Venini.
La permanenza di Ratti a Milano dura appena sei mesi, dato che, nel Conclave seguito alla morte del papa, viene eletto 259° Sommo Pontefice, con il nome di Pio XI, il 6 febbraio 1922.
Il giorno seguente nomina suoi Camerieri segreti partecipanti Alberto Arborio Mella di Sant'Elia, Giuseppe Migone, Federico Callori di Vignale, Monalduzio Leopardi e Carlo Confalonieri. Il 26 marzo successivo, aggiunge a questi prelati, e con lo stesso compito, anche Diego Venini.
Per 17 anni egli è, con Carlo Confalonieri, il segretario particolare di Papa Ratti. Il 12 aprile 1935 entrambi vengono nominati prelati domestici e il 22 gennaio dell'anno successivo protonotari apostolici soprannumerari e canonici della Patriarcale Basilica Vaticana.
Deceduto il papa l'11 febbraio 1939, il suo successore, Pio XII, conferma, lo stesso giorno della sua elezione, il 3 marzo di quell'anno, Diego Venini, Carlo Confalonieri, Federico Callori di Vignale, Carlo Emanuele Toraldo, Mario Nasalli Rocca di Corneliano, suoi Camerieri segreti partecipanti.
Il 1º luglio 1939 lo stesso papa nomina Ludwig Kaas, coadiuvato da Carlo Confalonieri e Diego Venini, segretario della Commissione cardinalizia per l'elezione di un monumento al Papa Pio XI nella Patriarcale Basilica Vaticana.
Il 18 maggio 1950 assiste alla canonizzazione, da parte di Pio XII, di Bartolomea Capitanio e di Vincenza Gerosa, fondatrici della Congregazione delle Suore della Carità, cui resta legato per tutta la vita.

### Ministero episcopale
Essendo deceduto, il 1º gennaio 1951, Giuseppe Migone, arcivescovo titolare di Nicomedia ed Elemosiniere Segreto, Pio XII lo chiama a succedergli, il 12 dello stesso mese, e lo elegge arcivescovo titolare di Adana, sede che è stata titolo di Achille Ratti dal 19 aprile al 13 giugno 1921.
Riceve la consacrazione episcopale, il 4 febbraio successivo, nella Basilica di San Pietro in Vaticano, dal cardinale Eugène Tisserant, vescovo suburbicario di Ostia e di Porto e Santa Rufina, nonché decano del Sacro Collegio, avendo per co-consacranti Carlo Confalonieri, arcivescovo titolare di Nicopoli al Nesto e segretario della Sacra Congregazione per i Seminari e le Università degli Studi, e Francesco Beretti, arcivescovo titolare di Leontopoli in Pamfilia e Commendatore di Santo Spirito.
Nella sua veste di Elemosiniere Segreto partecipa alle esequie di Pio XII e di Giovanni XXIII ed ai Conclavi del 1958 e del 1963.
Prende parte, quale co-consacrante, a 19 consacrazioni episcopali, tra le quali quelle dei futuri cardinali Corrado Bafile, Pericle Felici, Egano Righi-Lambertini, Dino Staffa, Johannes Willebrands, Federico Callori di Vignale e Mario Nasalli Rocca di Corneliano.
Partecipa a tutte le sessioni del Concilio Vaticano II.
Giunto alla soglia degli ottanta anni, il 16 dicembre 1968, viene nominato, da Paolo VI, Elemosiniere emerito e sostituito, quello stesso giorno, da Antonio Travia, eletto arcivescovo titolare di Termini Imerese.
Per le precarie condizioni di salute, è ricoverato, dal 1977, presso la Clinica Capitanio di Milano, dove muore di polmonite, a quasi 92 anni d'età, il 20 luglio 1981.
Tre giorni dopo viene sepolto nella chiesa di Fiumelatte, frazione di Varenna.
Il 2 agosto seguente, nella Basilica Vaticana, il cardinale Carlo Confalonieri, decano del collegio cardinalizio, presiede una solenne celebrazione eucaristica in sua memoria.
Nel suo sito I Cardinali di Santa Romana Chiesa, Salvador Miranda riporta la notizia che, secondo gli scritti di Diego Venini, questi avrebbe ricevuto, da parte di Giovanni XXIII, nel novembre del 1960, l'offerta alla promozione al cardinalato, ma che avrebbe rifiutato.

## Genealogia episcopale
La genealogia episcopale è:
- Cardinale Scipione Rebiba
- Cardinale Giulio Antonio Santori
- Cardinale Girolamo Bernerio, O.P.
- Arcivescovo Galeazzo Sanvitale
- Cardinale Ludovico Ludovisi
- Cardinale Luigi Caetani
- Cardinale Ulderico Carpegna
- Cardinale Paluzzo Paluzzi Altieri degli Albertoni
- Papa Benedetto XIII
- Papa Benedetto XIV
- Papa Clemente XIII
- Cardinale Marcantonio Colonna
- Cardinale Giacinto Sigismondo Gerdil, B.
- Cardinale Giulio Maria della Somaglia
- Cardinale Carlo Odescalchi, S.I.
- Cardinale Costantino Patrizi Naro
- Cardinale Lucido Maria Parocchi
- Papa Pio X
- Papa Benedetto XV
- Papa Pio XII
- Cardinale Eugène Tisserant
- Arcivescovo Diego Venini